# Pineville (Virginie-Occidentale)
Pour les articles homonymes, voir Pineville.
La ville de Pineville est le siège du comté de Wyoming, situé en Virginie-Occidentale, aux États-Unis. Sa population s’élevait à 668 habitants lors du recensement de 2010, estimée à 587 habitants en 2018.
La ville doit son nom à la forêt de pins rigides sur laquelle elle a été fondée.